# Opalenica (gmina)
Opalenica – gmina miejsko-wiejska w województwie wielkopolskim, w powiecie nowotomyskim. W latach 1975–1998 gmina położona była w województwie poznańskim.
Siedziba gminy to Opalenica.
Według danych z 30 czerwca 2004 gminę zamieszkiwały 15 602 osoby. Natomiast według danych z 31 grudnia 2017 roku gminę zamieszkiwały 16423 osoby. Było to wówczas 14,7% mieszkańców całego powiatu.

## Struktura powierzchni
Według danych z roku 2002 gmina Opalenica ma obszar 147,69 km², w tym:
- użytki rolne: 67%
- użytki leśne: 25%

Gmina stanowi 14,6% powierzchni powiatu.

## Demografia

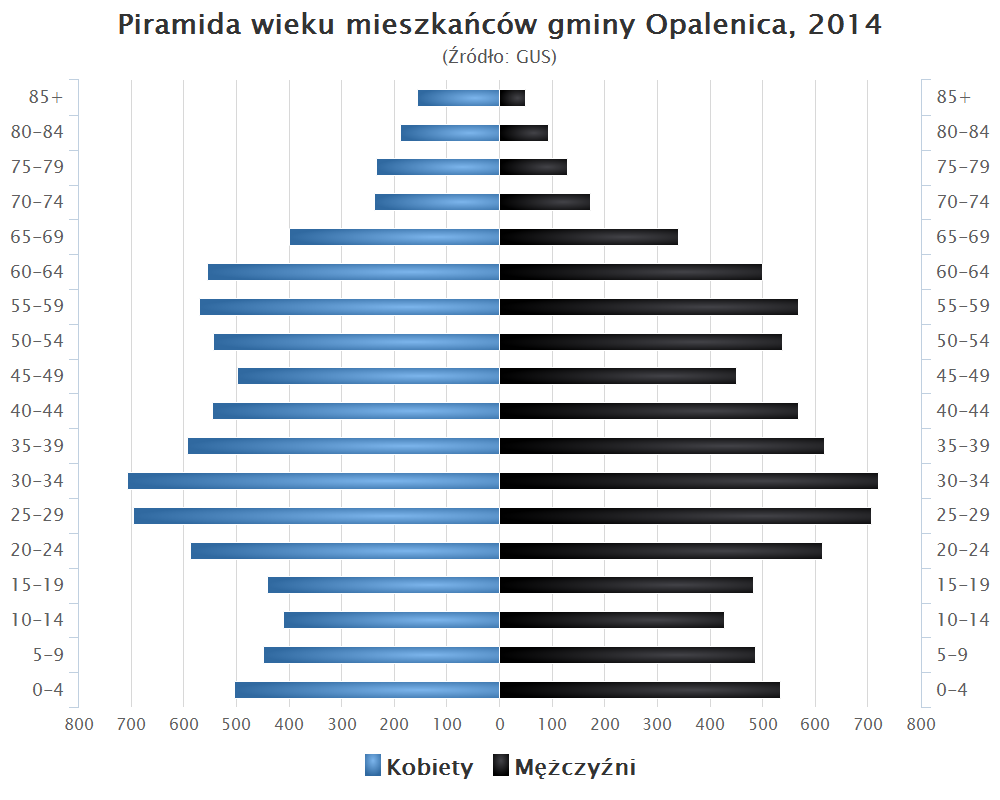
Piramida wieku mieszkańców gminy Opalenica w 2014 roku

Dane z 31 grudnia 2017 roku:
| Opis                              | Ogółem | Ogółem | Kobiety | Kobiety | Mężczyźni | Mężczyźni |
| --------------------------------- | ------ | ------ | ------- | ------- | --------- | --------- |
| jednostka                         | osób   | %      | osób    | %       | osób      | %         |
| populacja                         | 16 423 | 100    | 8 384   | 51,1    | 8 039     | 48,9      |
| gęstość zaludnienia (mieszk./km²) | 110    | 110    | 56      | 56      | 54        | 54        |

## Sołectwa
Dakowy Mokre, Jastrzębniki, Kopanki, Kozłowo, Łagwy, Łęczyce, Niegolewo, Porażyn, Porażyn-Dworzec, Rudniki, Sielinko, Terespotockie, Troszczyn, Urbanowo, Uścięcice, Wojnowice.
Miejscowości bez statusu sołectwa: Bukowiec Stary, Drapak, Porażyn (Ośrodek), Porażyn-Tartak, Sielinko (Troszczyn).

## Sąsiednie gminy
Buk, Duszniki, Granowo, Grodzisk Wielkopolski, Kuślin, Nowy Tomyśl